# Weintraube

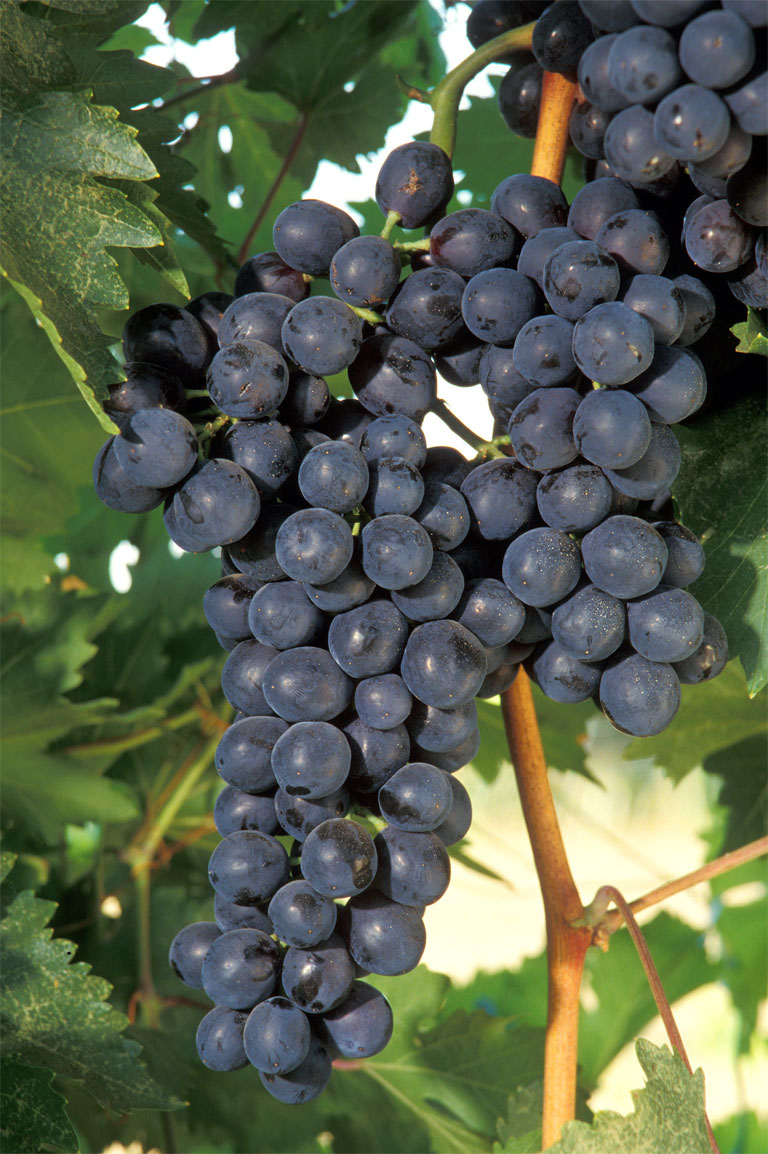
Weintraube mit Beeren einer roten Rebsorte

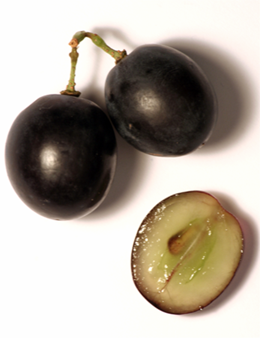
Schwarzblaue Beeren mit Querschnitt einer Beere. Rote Farbstoffe sind fast immer nur in der Beerenschale enthalten

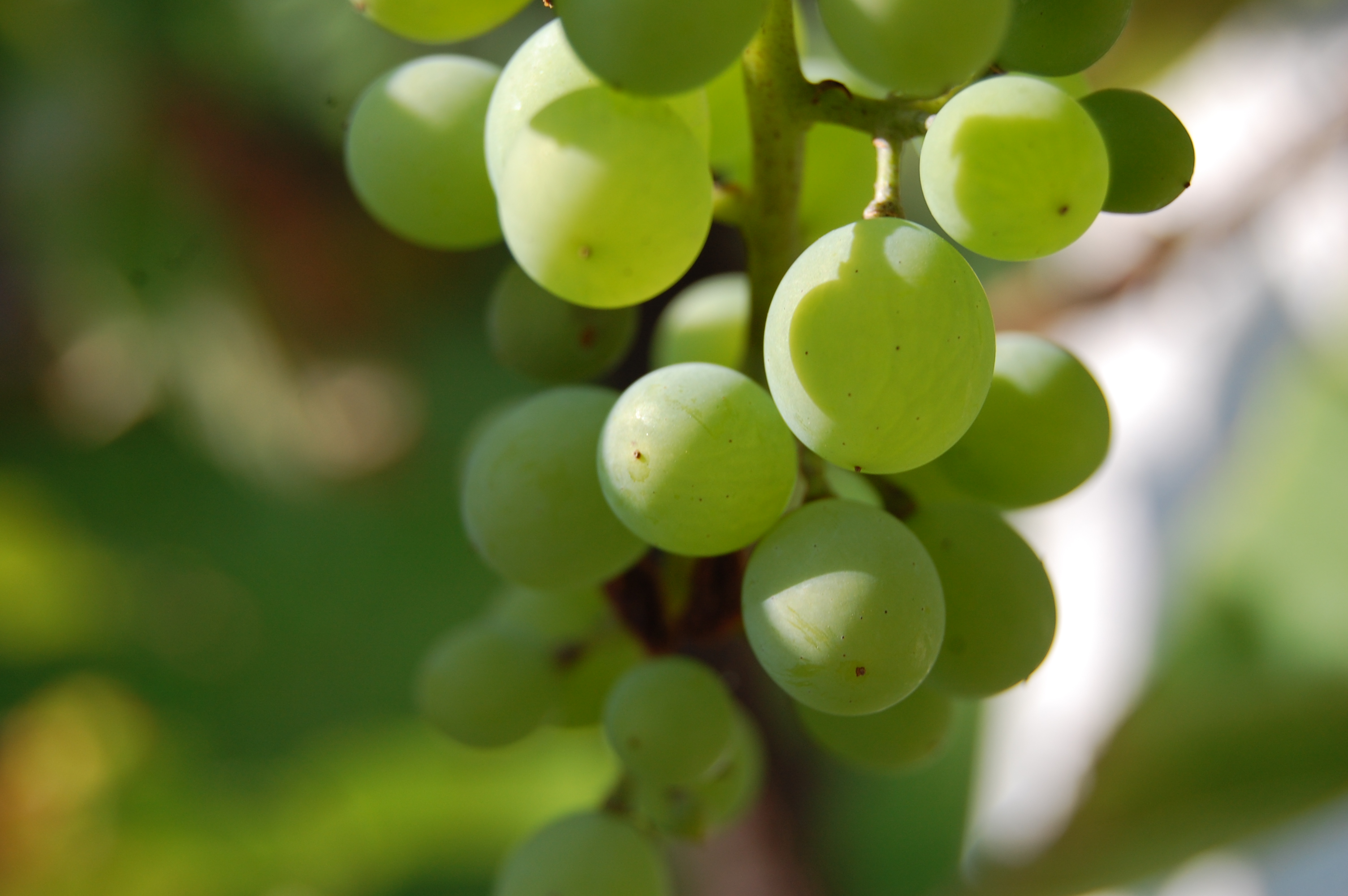
Traube mit Beeren einer weißen Rebsorte

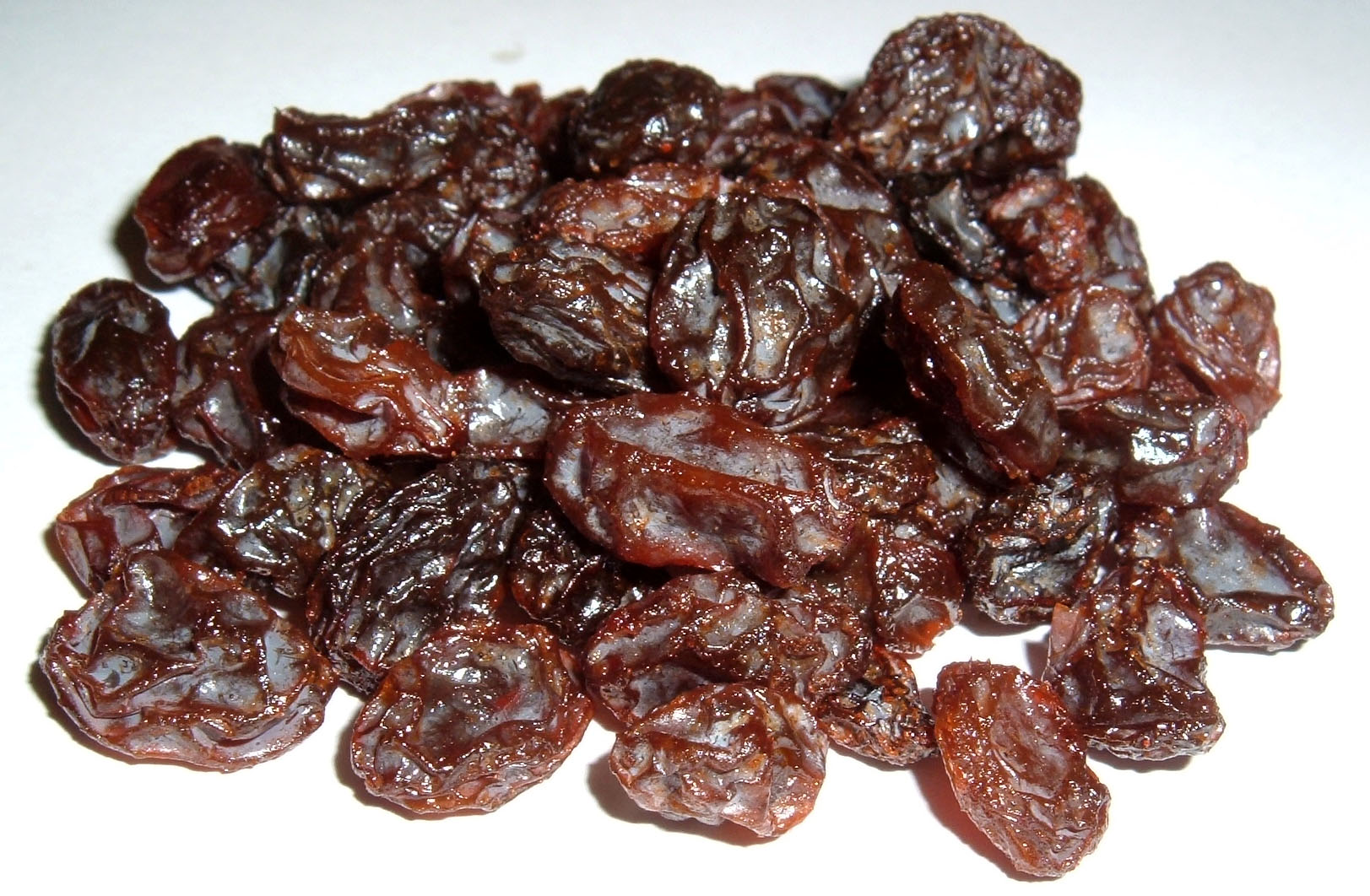
Getrocknete Weinbeeren (Rosinen)

Weintrauben sind die Fruchtstände der Weinreben (Vitis), insbesondere der Edlen Weinrebe (Vitis vinifera subsp. vinifera). Die einzelnen Früchte des Fruchtstandes heißen Weinbeeren, werden allgemeinsprachlich aber auch Weintrauben genannt. Botanisch gesehen handelt es sich bei der Form des Fruchtstandes mit verzweigten Seitenachsen jedoch nicht um eine Traube, sondern um eine Rispe. In der Fachsprache des Weinbaus werden die Blütenstände Gescheine genannt.
Die Kletterpflanze Weinrebe gehört zu den ältesten Kulturpflanzen der Menschheit. Heute sind rund 16.000 Rebsorten bekannt. Es gibt Weinreben mit grünen bzw. gelben („weißen“) Beeren und solche mit roten bis dunkelblauen („roten“) Beeren. Diese sind von kugeliger bis ovoider Gestalt und haben einen Durchmesser von 6 bis 20 Millimetern.
Weinbeeren können roh gegessen werden (Tafeltrauben), zu Rosinen getrocknet sowie zu Wein, Branntwein, Traubensaft u. Ä. verarbeitet werden (Keltertrauben). Trester – der bei der Weinbereitung übrig bleibende Pressrückstand – wird insbesondere zu Bränden weiterverarbeitet. Ein sehr bekannter Tresterbrand ist der italienische Grappa.
Die Schale sowie die Kerne der Weinbeeren enthalten oligomere Proanthocyanidine (OPCs), die u. a. als starke Antioxidantien wirken; die Kerne können zu Traubenkernöl und Traubenkernmehl verarbeitet werden. Die Kerne sowie die Haut der Beeren sind zudem Quelle für das Antioxidans Resveratrol.
Kernlose Weinbeeren entstehen durch künstlich herbeigeführte Parthenokarpie (Jungfernfrüchtigkeit).
Wein entsteht im Laufe des Herstellungsprozesses durch alkoholische Gärung. Dabei werden durch Stampfen oder Pressen (Kelter) aus den Weinbeeren Moste oder Maischen hergestellt, die anschließend zu Wein vergoren werden.

## Durchschnittliche Zusammensetzung
Die Zusammensetzung von Weinbeeren schwankt naturgemäß, sowohl in Abhängigkeit von den Umweltbedingungen (Boden, Klima) als auch von der Anbautechnik (Düngung, Pflanzenschutz).
Angaben je 100 g essbarem Anteil:
| Bestandteile  |        |
| ------------- | ------ |
| Wasser        | 81,1 g |
| Eiweiß        | 0,7 g  |
| Fett          | 0,3 g  |
| Kohlenhydrate | 15,2 g |
| Ballaststoffe | 1,5 g  |
| Mineralstoffe | 0,5 g  |

| Mineralstoffe |        |
| ------------- | ------ |
| Natrium       | 2 mg   |
| Kalium        | 195 mg |
| Magnesium     | 8 mg   |
| Calcium       | 12 mg  |
| Mangan        | 70 µg  |
| Eisen         | 415 µg |
| Kupfer        | 95 µg  |
| Zink          | 50 µg  |
| Phosphor      | 20 mg  |
| Selen         | 2 µg   |

| Vitamine                                  |         |
| ----------------------------------------- | ------- |
| A1 (Retinol)                              | 6 µg    |
| B1 (Thiamin)                              | 45 µg   |
| B2 (Riboflavin)                           | 25 µg   |
| B3 (Nicotinsäure)                         | 230 µg  |
| B5 (Pantothensäure)                       | 65 µg   |
| B6 (Pyridoxin, Pyridoxal und Pyridoxamin) | 75 µg   |
| B9 (Folsäure)                             | 45 µg   |
| C (Ascorbinsäure)                         | 4 mg    |
| E (Tocopherol)                            | 1400 µg |

| Aminosäuren  |       |
| ------------ | ----- |
| Arginin1     | 50 mg |
| Histidin1    | 25 mg |
| Isoleucin    | 5 mg  |
| Leucin       | 14 mg |
| Lysin        | 15 mg |
| Methionin    | 23 mg |
| Phenylalanin | 14 mg |
| Threonin     | 19 mg |
| Tryptophan   | 4 mg  |
| Tyrosin      | 12 mg |
| Valin        | 19 mg |

Im Beerenfleisch sind als Hauptbestandteile die Zucker Glucose und Fructose gelöst, ebenso die Wein- und Äpfelsäure.
1 mg = 1000 µg

1 semi-essentiell

Der physiologische Brennwert beträgt 287 kJ (68 kcal) je 100 g essbarem Anteil.

## Wirtschaftliche Bedeutung

### Die 20 größten Produzenten
Laut FAO wurden 2022 weltweit insgesamt 74.942.573 Tonnen Weintrauben geerntet.
Folgende Tabelle gibt eine Übersicht über die 20 größten Produzenten von Weintrauben weltweit, die insgesamt mit 64.758.346 Tonnen 86,4 % der Erntemenge produzierten.
| Rang | Land                | Menge (in t) |    | Rang        | Land             | Menge (in t) |
| ---- | ------------------- | ------------ | -- | ----------- | ---------------- | ------------ |
| 1    | Volksrepublik China | 12.600.000   | 11 | Usbekistan  | 1.760.559        |              |
| 2    | Italien             | 8.437.970    | 12 | Ägypten     | 1.571.989        |              |
| 3    | Frankreich          | 6.199.950    | 13 | Brasilien   | 1.450.805        |              |
| 4    | Spanien             | 5.902.040    | 14 | Iran        | 1.417.944        |              |
| 5    | Vereinigte Staaten  | 5.372.800    | 15 | Australien  | 1.228.829        |              |
| 6    | Türkei              | 4.165.000    | 16 | Deutschland | 1.223.320        |              |
| 7    | Indien              | 3.401.000    | 17 | Peru        | 918.898          |              |
| 8    | Chile               | 2.402.686    | 18 | Afghanistan | 910.000          |              |
| 9    | Südafrika           | 2.064.742    | 19 | Portugal    | 903.510          |              |
| 10   | Argentinien         | 1.936.803    | 20 | Russland    | 889.500          |              |
|      |                     |              |    | Top Twenty  | 64.758.346       |              |
|      |                     |              |    |             | restliche Länder | 10.184.227   |

Zum Vergleich die Werte für Österreich (336.990 t) und die Schweiz (125.701 t).

### Handel

#### Export
Die größten Exporteure waren 2022 Chile (606.327 t), Peru (526.857 t) und Italien (455.437 t).

#### Import
Die meisten Weintrauben importierten die USA (766.458 t), gefolgt von den Niederlanden (503.286 t) und Russland (426.410 t). Deutschland belegt in der Liste den 4. Platz mit 343.045 t.

siehe auch:

## Toxikologie
Weinbeeren sind für viele Tiere ungiftig. Bei einigen Hunden kommt es jedoch schon bei Aufnahme von 10 Gramm Weinbeeren pro Kilogramm Körpermasse zu einer Weintraubenvergiftung.

## Agresta
Im Mittelalter und später wurde ein aus kurz vor der Reife gepflückten Weintrauben (von Vitis vinifera) bereiteter Saft als Agresta (oder Omphacium) bezeichnet. Auch die unreifen Beeren wurden Agresta genannt. Nachdem der Saft mit ein wenig roher Milch vermischt und an einem kühlen Ort etwa 12 bis 15 Stunden stehengelassen wurde, wurde er (nachdem die geronnene Milch Unreinigkeiten in Flocken an sich genommen hat) durch ein Tuch gefiltert und im Keller aufbewahrt und bei Bedarf mit Wasser und Zucker vermischt als kühlender Trank verwendet.